# Gare de Walheim
La gare de Walheim est une halte ferroviaire française de la ligne de Paris-Est à Mulhouse-Ville, située à proximité du village centre, sur le territoire de la commune de Walheim, dans le département du Haut-Rhin, en région Grand Est.
C'est une halte ferroviaire de la Société nationale des chemins de fer français (SNCF) desservie par des trains TER Grand Est.

## Situation ferroviaire
Établie à 280 m d'altitude, la gare de Walheim est située au point kilométrique (PK) 477,334 de la ligne de Paris-Est à Mulhouse-Ville, entre les gares d'Altkirch et de Tagolsheim (gare fermée).

## Fréquentation
De 2015 à 2024, selon les estimations de la SNCF, la fréquentation annuelle de la gare s'élève aux nombres indiqués dans le tableau ci-dessous.
| Année     | 2015  | 2016  | 2017  | 2018  | 2019  | 2020  | 2021  | 2022  | 2023  | 2024  |
| --------- | ----- | ----- | ----- | ----- | ----- | ----- | ----- | ----- | ----- | ----- |
| Voyageurs | 6 043 | 6 135 | 6 420 | 5 902 | 6 940 | 3 444 | 3 868 | 5 556 | 7 958 | 8 158 |

## Service des voyageurs

### Accueil
Halte SNCF, c'est un point d'arrêt non géré (PANG) à entrée libre. Elle dispose d'un automate pour l'achat de titres de transport.

### Desserte
Walheim est desservie par des trains TER Grand Est, qui effectuent des missions entre les gares de Belfort et de Mulhouse-Ville.

### Intermodalité
Un parking pour les véhicules est aménagé. La halte est située à proximité immédiate du village de Walheim.